# 白幡隆宗
白幡 隆宗（しらはた たかひろ、本名：白幡 勝弘（しらはた かつひろ）、1962年5月27日 -  没年不詳）は、東京都出身のプロ野球選手（外野手、内野手、捕手）。

## 経歴
二松學舍大附高では、エース西尾利春（阪急）を擁し、三番打者、左翼手として1979年秋季東京大会決勝に進出。伊東昭光のいた帝京高を9回裏逆転サヨナラ勝ちで降し、1980年の春の選抜への出場を決める。しかし、1回戦で柳川高の中島輝士投手に抑えられ敗退。同年夏の甲子園東東京大会でも決勝に進出するが、荒木大輔を擁する早実高に敗れる。
1981年、ドラフト外で西武ライオンズに入団。当時の青木久雄監督が日大三の先輩である根本陸夫監督に頼み込んだという。1981年シーズン開幕前にテリー・ウィットフィールドが入団し、支配下選手登録数（当時60名）をオーバーしてしまったため、選手登録はされずに1年間練習生扱いで過ごした。
1982年から内野手に転向し、正式に選手登録された。
1983年と1984年の2年間アメリカ1A・サンノゼ・ビーズに野球留学した。
1985年に一軍に上がり、シーズン終盤には4試合に一塁手として先発出場。同年の阪神タイガースとの日本シリーズは、第5戦の8回表に代打として起用されるが、中西清起に三振を喫する。この年のジュニアオールスターゲームでは2打席連続ホームランを打ちMVPを獲得している。
1986年に捕手に転向。
1987年シーズン途中に登録名を白幡 隆宗に変更。同年は定評のある打撃を活かし、指名打者として26試合に先発出場を果たす。日本シリーズでは第2戦で5番・指名打者として先発すると2安打、日本一を決めた第6戦も8番で先発出場した。
1988年はイースタンリーグで首位打者になるが、バークレオが指名打者で活躍し、一軍では出場機会に恵まれなかった。オフ、岡本光との交換トレードで読売ジャイアンツに移籍し、外野手に再転向。
1989年には4月末から一番打者、右翼手として12試合に先発起用されるなど、脚光を浴びるが6月以降は井上真二が定位置を確保した。
1990年は、二軍で31試合出場、.370、2本塁打の成績を残すも、一軍での出場機会が少なかった。トレード志願をするも、まとまらなかったため、1991年1月に自由契約となる。
1991年から横浜大洋ホエールズに移籍。桑田真澄から逆転本塁打を放つなど巨人戦には勝負強く、シーズン前半には左翼手、五番打者の定位置を得て31試合に先発するが、後半は失速する。
1992年5月には1試合だけではあるが四番打者も任された。しかし同月に巨人時代からの恩師・須藤豊が監督を辞任して江尻亮が指揮を執ると出場機会が減少し、同年オフに戦力外通告を受け、現役引退。
2020年に大久保博元が語ったところによると、すでに亡くなっているとのことである。
現役時代のニックネームは大食いにちなんで「メシ」。

## 詳細情報

### 年度別打撃成績
| 年 度     | 球 団     | 試 合 | 打 席 | 打 数 | 得 点 | 安 打 | 二 塁 打 | 三 塁 打 | 本 塁 打 | 塁 打 | 打 点 | 盗 塁 | 盗 塁 死 | 犠 打 | 犠 飛 | 四 球 | 敬 遠 | 死 球 | 三 振 | 併 殺 打 | 打 率 | 出 塁 率 | 長 打 率 | O P S |
| --------- | --------- | ----- | ----- | ----- | ----- | ----- | -------- | -------- | -------- | ----- | ----- | ----- | -------- | ----- | ----- | ----- | ----- | ----- | ----- | -------- | ----- | -------- | -------- | ----- |
| 1985      | 西武      | 12    | 26    | 21    | 3     | 6     | 0        | 0        | 2        | 12    | 2     | 0     | 0        | 0     | 0     | 5     | 0     | 0     | 5     | 1        | .286  | .423     | .571     | .995  |
| 1986      | 西武      | 15    | 15    | 12    | 2     | 2     | 0        | 0        | 1        | 5     | 3     | 0     | 0        | 0     | 0     | 3     | 0     | 0     | 3     | 0        | .167  | .333     | .417     | .750  |
| 1987      | 西武      | 50    | 118   | 109   | 6     | 32    | 5        | 1        | 2        | 45    | 9     | 1     | 1        | 0     | 1     | 7     | 1     | 1     | 18    | 2        | .294  | .339     | .413     | .752  |
| 1988      | 西武      | 12    | 20    | 19    | 1     | 1     | 0        | 0        | 0        | 1     | 1     | 0     | 1        | 0     | 1     | 0     | 0     | 0     | 3     | 1        | .053  | .050     | .053     | .103  |
| 1989      | 巨人      | 20    | 56    | 53    | 5     | 13    | 3        | 0        | 0        | 16    | 3     | 0     | 0        | 0     | 1     | 2     | 0     | 0     | 12    | 0        | .245  | .268     | .302     | .570  |
| 1990      | 巨人      | 7     | 7     | 7     | 1     | 2     | 1        | 0        | 0        | 3     | 2     | 0     | 0        | 0     | 0     | 0     | 0     | 0     | 4     | 0        | .286  | .286     | .429     | .714  |
| 1991      | 大洋      | 64    | 147   | 132   | 15    | 35    | 10       | 0        | 3        | 54    | 23    | 0     | 1        | 1     | 1     | 11    | 0     | 0     | 29    | 2        | .265  | .319     | .409     | .729  |
| 1992      | 大洋      | 19    | 18    | 17    | 3     | 4     | 0        | 1        | 0        | 6     | 1     | 0     | 0        | 0     | 0     | 0     | 0     | 1     | 3     | 1        | .235  | .278     | .353     | .631  |
| 通算：8年 | 通算：8年 | 199   | 407   | 370   | 36    | 95    | 19       | 2        | 8        | 142   | 44    | 1     | 3        | 1     | 4     | 28    | 1     | 2     | 77    | 7        | .257  | .309     | .384     | .693  |

### 年度別守備成績
| 年度 | 試合 | 企図数 | 許盗塁 | 盗塁刺 | 阻止率 |
| ---- | ---- | ------ | ------ | ------ | ------ |
| 1985 | 1    |        | 1      | 0      | .000   |
| 1986 | 1    |        | 1      | 1      | .500   |
| 1987 | 2    |        | 3      | 0      | .000   |
| 通算 | 10   |        | 5      | 1      | .167   |

### 表彰
- ジュニアオールスターゲームMVP（1985年）

### 記録
- 初出場：1985年8月31日、対ロッテオリオンズ20回戦（西武ライオンズ球場）、7回裏に辻発彦の代打として出場
- 初打席：同上、7回裏に右田一彦から四球
- 初安打：1985年9月14日、対近鉄バファローズ20回戦（藤井寺球場）、7回表に西岡良洋の代打として出場、佐々木修から単打
- 初先発出場：1985年10月10日、対阪急ブレーブス24回戦（阪急西宮球場）、6番・一塁手として先発出場
- 初本塁打・初打点：同上、2回表に山田久志から右越先制決勝ソロ

### 背番号
- 60 （1981年、1989年 - 1992年）
- 40 （1982年）
- 56 （1983年 - 1985年）
- 39 （1986年 - 1988年）

### 登録名
- 白幡 勝弘 （しらはた かつひろ、1981年 - 1987年6月30日）
- 白幡 隆宗 （しらはた たかひろ、1987年7月1日 - 1992年）